# Raspberries
Raspberries est un groupe américain de musique pop, formé en 1970 à Mentor, dans l'Ohio.
Le groupe fut fortement influencé par The Beatles, The Who, The Hollies et Small Faces. Certaines de ses chansons ayant connu un grand succès aux États-Unis sont Go All The Way (du premier album Raspberries), Let's Pretend et I Wanna Be With You (du deuxième album Fresh),Tonight (du troisième Side 3) et Overnight Sensation (Hit Record) (du dernier album, Starting Over) et connurent une grande popularité en leur temps.
Le producteur Jimmy Ienner avait repris et raffiné la formule « mur du son » de Phil Spector dans tous les albums des Raspberries.
Les Raspberries se sont séparés en 1974, avec 4 albums à leur actif.

## Présentation

### Le groupe à ses débuts
- Eric Carmen (né Eric Howard Carmen) 11 août 1949, auteur-compositeur, chant, guitare solo
- Wally Bryson (né Wallace Bryson) le 18 juillet 194x, auteur-compositeur, chant, guitare rythmique
- Dave Smalley 10 juillet 1949 - auteur-compositeur, chant, basse
- Jim Bonfanti (né James Alexander Bonfanti) le 17 décembre 1948, batterie

### Membres à partir de 1973
- Scott McCarl - auteur-compositeur, chant, basse - remplaçant David Smalley
- Michael McBride - batterie - remplaçant Jim Bonfanti

## Histoire

### Prologue
Le groupe est né dans l'Ohio dans les années 1960 et ses membres étaient précédemment dans deux groupes locaux : The Choir et Cyrus Erie. The Choir avait un répertoire plus complet (où "It's Cold Outside" occupait une place importante) qui se traduisait en succès national américain (atteint #68), mais c’était Cyrus Erie qui attirait les foules. Après de nombreux changements de la constitution des groupes, ceux-ci fusionnent et deviennent The Raspberries.

### 1970-1972
Principal compositeur du groupe, Eric Carmen en était aussi le meneur et chanteur principal. Jim Bonfanti jouait la batterie, Wally Bryson la guitare et Dave Smalley était le bassiste. La bande démo des Raspberries déclenche une surenchère pour leur contrat, que Capitol Records, filiale d'EMI, gagne.
Il y a eu deux albums successifs en 1972, en mai et octobre de l'année.

### 1973-1974
Du fait que les tensions portant sur la dominance créative de Carmen, le troisième album Side 3, sorti en octobre 1973, avait un son plus dur et agressif. Victime des tensions, Smalley quitte le groupe, suivi par Bonfanti. Tous les deux, ils fondent un groupe Dynamite.
Leurs remplaçants au sein des Raspberries, bassiste Scott McCarl et l’ancien batteur de Cyrus Erie, Michael McBride, rejoignent le groupe pour le quatrième et dernier album, Starting Over.

## Influence
Malgré la séparation du groupe en 1974, son influence durable portait sur la génération successive du mouvement power pop à la fin de 1970 tel que Cheap Trick, The Rubinoos, R.E.M., The Romantics, Guns N' Roses, Teenage Fanclub, Enuff Z'Nuff, and Redd Kross. Bruce Springsteen a rendu hommage aux Raspberries pendant sa tournée en été 2005.

## Épilogue
Auteur-compositeur et chanteur principal, Eric Carmen connaît une carrière solo florissante. Il est auteur de nombreuses chansons dont All By Myself, inspiré du 2e concerto pour piano de Sergei Rachmaninov. Cette chanson atteint la 2e place aux États-Unis (Billboard) et Classic Rock magazine la considère comme l’une des 40 meilleures power ballad jamais écrites. Ultérieurement, Hungry Eyes (figurant dans la bande originale du film Dirty Dancing) en 1987 et Make Me Lose Control en 1988 se vendent en grand nombre.
À la fin des années 1990, une première tentative de reformation des Raspberries échoue.
En mars 2000, Smalley, Bonfanti et Bryson se réunissent sous le nom des Raspberries pour enregistrer Refreshed.
Le 26 novembre 2004, la House of Blues ouvre son club Clevelandais, et les Raspberries se réunissent pour le concert de lancement. Carmen, Bonfanti, Bryson et Smalley jouent dans un club complet.

## Discographie et historique

### Albums
Leur premier album, Raspberries, passe 30 semaines dans les palmarès, et a atteint # 51 aux US en 1972. Le deuxième, Fresh Raspberries, atteint # 36.

### Singles
1972:
- "Don't Want to Say Goodbye," #86 US
- "Go All the Way (en)," #4 US
- "I Wanna Be With You," #16 US

1973:
- "Let's Pretend," #35 US
- "Tonight," #69 US
- "I'm a Rocker," #94 US

1974:
- "Overnight Sensation (Hit Record)," #18 US

Le groupe n'a jamais connu le succès outre-atlantique. Go All The Way a même été interdit par la BBC.

## Discographie

### The Raspberries
- (1972) Raspberries
- (1972) Fresh Raspberries
- (1973) Side 3
- (1974) Starting Over
- (2000) Refreshed